# Prachtmycena
De prachtmycena (Mycena crocata) is een schimmel uit de familie Mycenaceae. Hij komt in loofbossen, op stronken en liggende takken van vooral beuken, minder vaak els en berken. Hij is alleen te vinden op kalkrijke leembodems. Vruchtlichamen komen voor van zomer tot late herfst.

## Kenmerken
Hoed
De hoed is 1 tot 2,5 cm breed, kegelvormig als hij jong is, weldra klokvormig en licht ingedeukt. Het hoedoppervlak is glad en glanzend als het nat is. Bij droogte is hij mat en ongeveer halverwege gegroefd. De hoed is grijsgeel tot grijsbruin van kleur en vaak gevlekt met oranje. 
Lamellen
De lamellen zijn bochtig aangehecht aan de steel. De lamellen zijn wit en vaak oranje gevlekt.
Steel
De lange, dunne en stijve steel is 4 tot 12 cm lang en 0,1 tot 0,2 cm breed. Het is cilindrisch en hol en geelachtig tot lichtgrijs in het bovenste gedeelte. Het is naar de basis toe helder roodachtig geel tot geelbruin. De basis van de steel is wit of geel en vaak zwak afstaand behaard.
Melksap
Het vlees scheidt bij beschadiging saffraangeel of oranje grote hoeveelheden melksap af.
Geur en smaak
Het heeft geen kenmerkende geur en een milde smaak.
Sporen
De sporenprint is roomwit. De sporen zijn elliptisch, glad, amyloïde en meten 7 tot 11 µm lang en 4 tot 6 µm breed. Cheilocystidia zijn 13–32 × 7–14 µm, vormen steriele strengen, knotsvormig, bedekt met niet erg talrijke en gelijkmatig verdeelde, cilindrische en rechte of licht gebogen gezwellen 1–8 × 0,9–2 µm, soms langer, onregelmatig gezwollen en vertakt. Zeldzaam komen knotsvormige, gladde of dunne gezwellen pleurocystidia voor. De gespen zijn aanwezig in de hyfen van alle delen van de schimmel.

## Verspreiding

verspreidingsgebied

De prachtmycena is waargenomen in Azië (Kaukasus, Japan, Zuid-Korea), Noord-Amerika (zelden de VS), Zuid-Amerika, Noord-Afrika (Algerije) en Europa. 
Het verspreidingsgebied in Europa is grotendeels gebonden aan de beuk. In Zuid- en Zuidoost-Europa zijn prachtmycena's gevonden in Spanje, Italië, Slovenië, Kroatië, Servië, Macedonië, Bulgarije, Roemenië en de Krim. In Griekenland is komt hij vrij algemeen voor in de lokale beukenbossen. In West-Europa is hij waargenomen in Frankrijk, de Benelux en Engeland, maar ontbreekt op het eiland Ierland. In plaats daarvan komt hij voor in heel Centraal-Europa en in het oosten strekt zijn verspreidingsgebied zich uit tot Wit-Rusland. In het noorden is het alleen gebruikelijk in het zuiden van Scandinavië. In Zweden komt hij niet noordelijk voor dan de 59e breedtegraad.
In Nederland komt hij matig voor. Hij staat op de rode lijst in de categorie 'Gevoelig'.